# Samuel Ödmann
Samuel Lorentz Ödmann, född 25 december 1750 i Växjö, död 2 oktober 1829 i Uppsala, var en svensk teolog, naturforskare, kulturhistoriker och psalmdiktare. Han tillhörde studentkretsen runt Carl von Linné.

## Biografi
Samuel Ödmann var son till prosten i Hjälmseryds församling, Gabriel Ödmann och hans hustru Catharina Wiesel. Vid ett års ålder skickades han att uppfostras hos sin morfar, prosten i Vislanda socken, Samuel Wiesel.
Han slutförde sin skolgång upp till gymnasiet vid Växjö katedralskola, och inskevs 1768 som student vid Uppsala universitet. 1770 disputerade han och 1772 tog han kandidatexamen. 3 april 1773 ordinerades han till Växjö för att bli huspredikant hos general Pfeiff.
Efter studierna i Uppsala bosatte han sig 1773 som präst på Värmdö där han blev en skicklig naturforskare, jägare och fiskare. 1776 utnämndes han till skolmästare i Pilhamn på Ingarö och samma år ingick Ödmann äktenskap med Elisabeth Myrin, dotter till slottskanslisekreterare Svante Myrin. Tillsammans med henne fick han två barn. Det ena dog i späd ålder och det andra, en dotter, var döv.
Utifrån sina fältstudier kom han under perioden 1780 till cirka 1793 att publicera ett flertal artiklar i Kungliga vetenskapsakademiens handlingar (KVAH), bland annat om salskraken, skräntärnan, svärtan, fiskgjusen, alfågeln, grundmärglan, sälar och näbbmöss. I samma tidskrift publicerade han även uppsatsen Väderleks anmärkningar i Vermdö skärgård för 7 år. I Vetenskapssocitetens Acta publicerade han 1784 en artikel om havsörnen och 1792 artikeln Specimen ornithologiae Wermdöensis om Värmdös fågelliv. Redan 1784 invaldes han som ledamot nummer 229 av Kungliga Vetenskapsakademien.
I början av 1790-talet ådrog han sig kronisk feberfrossa vilket resulterade i en skräck som närmade sig fobi för frisk luft och kyla. Detta fick honom 1792 att flytta från Värmdö till Uppsala, där han 1790 utnämnts till kyrkoherde. I Uppsala tillbringade han sedermera stora delar av sina återstående 37 år liggande i sängen på sitt rum där han både arbetade och åt sina måltider.
Han publicerade sin första översatta reseskildring 1783 och efter att ha bosatt sig i Uppsala översatte han en mängd rese- och geografiska skildringar. Under en tjugoårsperiod kom det att bli ett 50-tal skrifter av bland andra James Cook, Pierre Sonnerat och Carsten Niebuhr. År 1801 skrev han Hågkomster från hembygden och skolan där han beskriver tillvaron vid 1700-talets mitt i en småländsk prästgård och småstadslivet i Växjö; boken gavs ut 1830. Boken skildrar bland annat ett julbad som var ett bastubad med ånga, ett sätt att bada som annars försvann från svensk kultur innan det återinfördes på 1900‑talet.
Han blev 1799 professor i teologi vid Uppsala universitet, och fungerade bland annat som inspektor för de fyra studentnationerna Gästrike nation och Hälsinge nation (senare sammanslagna till Gästrike-Hälsinge nation), Fjärdhundra nation samt Smålands nation.
Samuel Ödmann är även känd för att ha gett ut psalmförslag. Bland utgivningarna finns Försök till Kyrko-Sånger; den tredje upplagan trycktes hos Johan Fr. Edman 1806 i Uppsala, med 96 sidor häftad. Han deltog i 1819 års psalmbokskommitté fram till 1814 (därmed var han inte med ända fram till produktionen av 1819 års psalmbok) men kom att bli representerad med ett stort antal texter, översättningar och bearbetningar (nr 2, 4, 8, 13, 14, 15, 20, 30, 38, 43, 46, 63, 90, 91, 144, 218, 222, 286, 290, 293, 318, 320, 322, 331, 356, 384, 388, 393, 397 och 409). Ödmann finns representerad i 1986 års psalmbok med två verk (nr 144 och 542).
Hans gravvård finns på Gamla Uppsala kyrkogård. I samma grav är Jonas Offrell begravd.